# Alberte-serien
Alberte-serien är en serie om tre självbiografiskt inspirerade romaner av den norska författaren Cora Sandel.
Den första delen är Sandels debutbok Alberte og Jakob (1926). Huvudpersonen Alberte är en ung norsk kvinna som vill fly från det borgerliga och provinsiella livet i sin hemstad. Hennes liv ställs här mot hennes yngre broders. I den andra delen Alberte og friheten (1931) skildras Albertes liv bland skandinaviska konstnärer och bohemer i 1910-talets Paris. Hon börjar skriva, men förmår inte se sig själv som författare. Den tredje delen Bare Alberte (1939) skildrar hur huvudpersonen försöker hitta sin egen väg samtidigt som hon förtvivlar över livet som maka och moder.
Sandel använder mycket av sina egna erfarenheter i skapandet av Alberte-gestalten, även om det inte är en regelrätt självbiografi. Som kvinnliga konstnärs- och utvecklingsromaner hör Alberte-böckerna till höjdpunkterna i Norges mellankrigslitteratur, och är ett huvudverk i norsk romandiktning över huvud taget. Böckerna visar hur en kvinna kan stå emot yttre press och inre hämningar och följa sin egen väg som konstnär. 

## På svenska
Böckerna översattes snabbt till svenska och utkom med titlarna Alberte och Jakob (1927), Alberte och friheten (1933) samt Bara Alberte (1940).